# Chlaenandra
Chlaenandra é um género botânico pertencente à família Menispermaceae.

## Espécies
- Chlaenandra ovata Miq.

1. ↑  «Chlaenandra — World Flora Online». www.worldfloraonline.org. Consultado em 19 de agosto de 2020